# Grand River Enterprises (Deutschland)

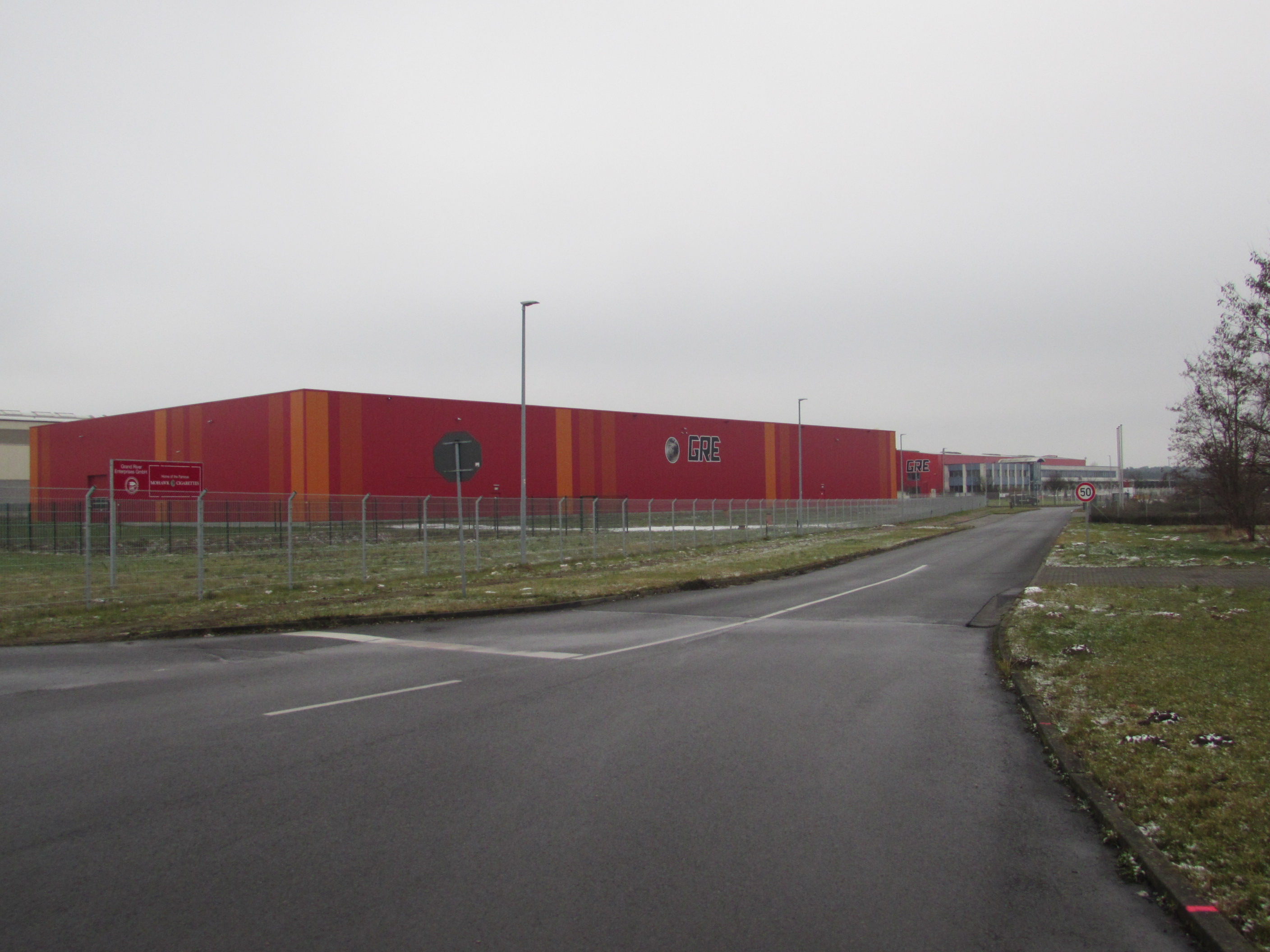
Produktionsstätte in Rietz

Die Grand River Enterprises (Deutschland) GmbH ist ein deutsches Tochterunternehmen der Grand River Enterprises Six Nations Ltd., einem Tabakwarenhersteller aus Kanada. Das Unternehmen wurde 2004 gegründet.

## Geschichte
1992 wurde von mehreren Mohawk im Indianerreservat Six Nations of the Grand River im kanadischen Ontario das Unternehmen Grand River Enterprises gegründet. Namensgeber war der Grand River, ein Fluss, der durch das Reservat zum Eriesee fließt. Um auch auf den europäischen Markt zu expandieren, entschloss sich das Unternehmen, in Deutschland für 50 Millionen Euro eine Produktionsstätte aufzubauen. Als Standort für die Fabrik wählte man Rietz in der Gemeinde Kloster Lehnin. Etwa ein Viertel der Investitionssumme wurde mit Fördermitteln beispielsweise vom Land Brandenburg gedeckt. Nachdem man 2006 zunächst mit 40 bis 50 Mitarbeitern die Produktion aufnahm, wuchs das Unternehmen schnell. 2007 war die Anlage in Rietz eine von weniger als zwanzig Produktionsstandorten der Tabakindustrie in Deutschland. 2010 lag der Umsatzerlös einschließlich der Tabaksteuer bei über 570 Millionen Euro. Seit 2011 wird diese Steuer im Geschäftsergebnis nicht mehr im Materialaufwand ausgewiesen, sondern zuvor von den Umsätzen saldiert. So lagen die Umsätze ohne die Tabaksteuer 2011 bei 33 Millionen und 2012 bei 31 Millionen Euro. Einschließlich der Tabaksteuer betrugen die Bruttoerlöse 450 beziehungsweise 362 Millionen Euro. Unternehmensleiter der Grand River Entersprises sind die Geschäftsführer Jerry Montour und Kenneth Hill. 2014 arbeiteten etwa 290 Arbeitnehmer im Unternehmen. Im folgenden Jahr 2015 kam es erstmals zu größeren Entlassungen bei der Grand River Enterprises.

## Produktion
2014 produzierte das Unternehmen in Rietz bereits alleine etwa 10 Milliarden Zigaretten im Jahr. Außer für den deutschen Markt wurde auch für die Länder Belgien, Niederlande, Schweiz, Polen, Österreich, Spanien, Tschechien, Slowakei, Slowenien, Luxemburg, Japan, Somalia und Dänemark produziert. Neben Zigaretten produziert Grand River Enterprises Feinschnitttabak zum Selbstdrehen, Tabakdosen und Filterhülsen. Der verarbeitete Tabak kommt beispielsweise von firmeneigenen Anbauflächen in Kanada oder aus Brasilien, Mexiko, Indien, den USA und Bulgarien und wird zu einem American Blend gemischt. Bekannteste Produkte sind Tabake und Zigaretten der Hausmarke Mohawk. Weitere Marken sind Mark 1 oder American Club. Auch produziert Grand River Enterprises für die Discounter Lidl oder Aldi. Neben dem Werk in Rietz betreibt die Grand River Enterprises (Deutschland) GmbH beispielsweise auch im benachbarten Brandenburg an der Havel einen sogenannten Mohawk-Store, in dem es Tabakprodukte, Textilien und indianischen Schmuck zu kaufen gibt.